# Olympische Sommerspiele 1968/Teilnehmer (Syrien)
| Gelbes Symbol für Goldmedaillen mit stilisierten Olympischen Ringen | Graues Symbol für Silbermedaillen mit stilisierten Olympischen Ringen | Braundes Symbol für Bronzemedaillen mit stilisierten Olympischen Ringen |
| ------------------------------------------------------------------- | --------------------------------------------------------------------- | ----------------------------------------------------------------------- |
| —                                                                   | —                                                                     | —                                                                       |

Syrien nahm an den Olympischen Sommerspielen 1968 in Mexiko-Stadt mit einer Delegation von zwei männlichen Athleten im Ringen teil. Ein Medaillengewinn gelang keinem der beiden Sportler.

## Teilnehmer nach Sportarten

### Ringen
- Ahmed Chahrour
Fliegengewicht, griechisch-römisch: in der 3. Runde ausgeschieden

- Mahmoud Balah
Weltergewicht, griechisch-römisch: in der 3. Runde ausgeschieden